# Fenster des Maison du Doyen (Montluçon)

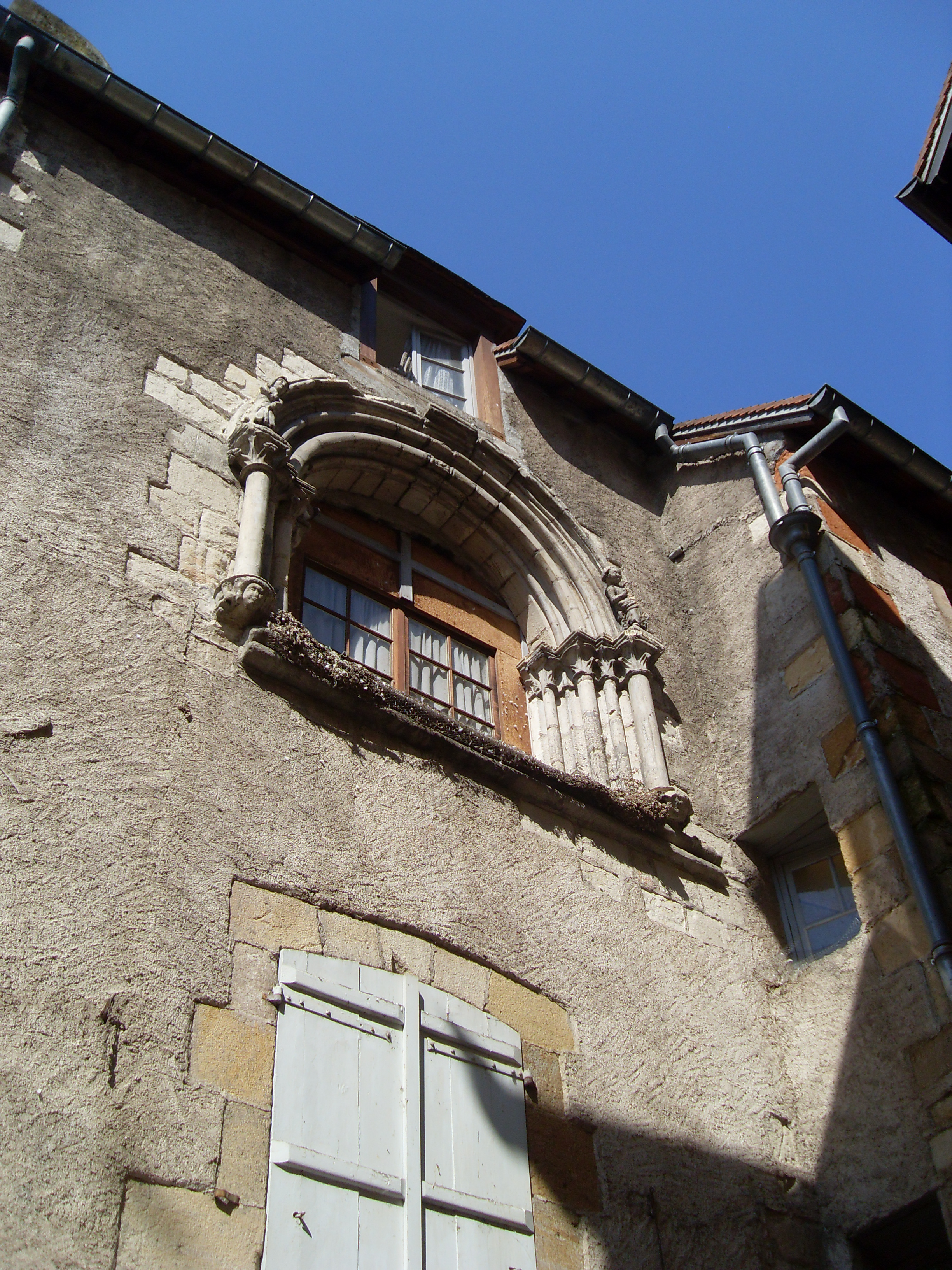
Fenster des Maison du Doyen in Montluçon

Das Fenster des Maison du Doyen in Montluçon, einer französischen Stadt im Département Allier der Region Auvergne-Rhône-Alpes, wurde in der zweiten Hälfte des 13. Jahrhunderts geschaffen. Im Jahr 1926 wurde das Fenster an der Place Notre-Dame Nr. 5 als Monument historique (Baudenkmal) klassifiziert.
Im zweiten Geschoss des Hauses aus dem 13./14. Jahrhundert, das zu Beginn des 16. Jahrhunderts verändert wurde, sind große Teile eines Fensters erhalten.
Die Fensterrahmung aus Kalkstein besteht aus einem Rundbogen mit Archivolten, die auf beiden Seiten von Säulen getragen werden. Die äußeren Säulen ruhen auf Konsolen, die mit Reliefs in Form menschlicher Köpfe gestaltet sind. Auf den Kapitellen der Säulen stehen tanzende Figuren eines Mannes und einer Frau. Ursprünglich hatten die Figuren Musikinstrumente in den Händen.
Der Kreuzstock des Biforiums mit einer Mittelsäule wurde bei einer späteren Renovierung entfernt.